# Francisco de Hoces

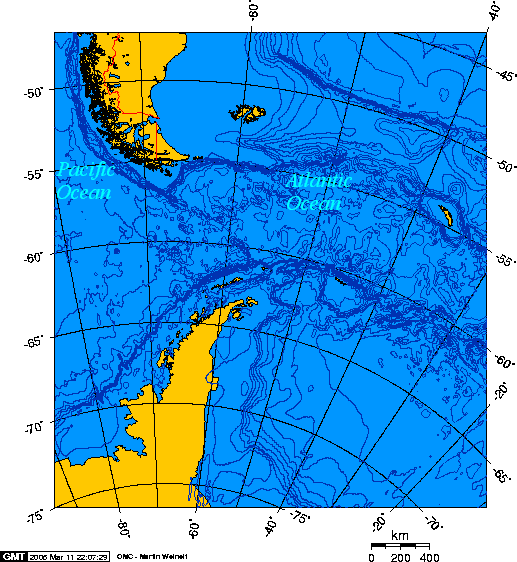
Mapa del Mar de Hoces, al sud del Cap d'Hornos. És també conegut, sobretot en el món anglolsaxó com Passatge de Drake.

 Francisco de Hoces  va ser un mariner castellà que l'any 1525 va formar part de l'expedició de García Jofre de Loaisa al comandament de la caravel·la San Lesmes. L'objectiu d'aquesta expedició marítima era prendre i colonitzar les illes Moluques (situades a l'actual Indonèsia), riques en espècies, la propietat de les quals era disputada en aquell moment per les corones de Castella i Portugal.
Estant a l'estret de Magallanes, Hoces es va trobar amb un temporal quan intentava creuarlo, cosa que el va obligar a viatjar fins als 55º de latitud sud, esdevenint així el primer a descobrir el pas al sud del Cap d'Hornos, a l'extrem meridional del continent. Es va anticipar en més de mig segle al pirata anglès Francis Drake, i és per això que a Espanya i part d'Hispanoamèrica s'anomena Mar de Hoces el mateix lloc que és denominat Passatge de Drake pels anglosaxons.
Hoces és rellevat al comandament de la caravel·la Sant Lesmes per Diego Alonso de Solís a causa d'una malaltia. L'any següent, el 1526, la caravel·la es tornà a perdre degut a un temporal i des d'aleshores no es va tenir notícia de la tripulació, encara que segons hipòtesis recents, podria haver arribat fins a Nova Zelanda i el sud d'Austràlia, lloc on finalment naufragaria. Això implicaria que els tripulants de la caravel·la San Lesmes van ser els primers europeus de veure aquests territoris.